# Anton Gorbunow
Anton Gorbunow (* 18. Juni 1949 in Rohr in Niederbayern) ist ein ehemaliger deutscher Langstreckenläufer.
1974 wurde er Deutscher Meister im Marathonlauf. 1975 gewann er die Premiere des Silvesterlaufs Bozen. 1977 wurde er Süddeutscher Meister im Marathon mit seiner persönlichen Bestzeit von 2:19:33 h.
Zweimal nahm er an den Crosslauf-Weltmeisterschaften teil: 1974 belegte er Platz 116 und 1975 Platz 63.
Anton Gorbunow startete für das LAC Quelle Fürth und den LLC Marathon Regensburg. Sein derzeitiger Verein ist der TV Geiselhöring. Er betreibt als Orthopäde eine Praxis in Regensburg.

## Persönliche Bestzeiten
- 10.000-Meter-Lauf: 29:15,2 min, 19. Mai 1975, Bonn
- Marathon: 2:19:33 h, 23. April 1977, Rodenbach